# Pleasures of the Flesh
Pleasures of the Flesh er det andet album af det amerikanske thrash metal-band Exodus, som blev udgivet i 1987 gennem Combat Records, og genudgivet i Europa i 1998 gennem Century Media

## Spor
1. "Deranged" – 03:46
2. "'Til Death Do Us Part" – 04:51
3. "Parasite" – 04:56
4. "Brain Dead" – 04:17
5. "Faster Than You'll Ever Live to Be" – 04:26
6. "Pleasures of the Flesh" – 07:36
7. "30 Seconds" – 00:42
8. "Seeds of Hate" – 05:01
9. "Chemi-Kill" – 05:46
10. "Choose Your Weapon" – 04:52